# Bayou Goula
Bayou Goula es un lugar designado por el censo ubicado en la parroquia de Iberville en el estado estadounidense de Luisiana. En el Censo de 2010 tenía una población de 612 habitantes y una densidad poblacional de 81,57 personas por km².

## Geografía
Bayou Goula se encuentra ubicado en las coordenadas 30°12′58″N 91°10′50″O / 30.21611, -91.18056. Según la Oficina del Censo de los Estados Unidos, Bayou Goula tiene una superficie total de 7.5 km², de la cual 6.33 km² corresponden a tierra firme y (15.67%) 1.18 km² es agua.

## Demografía
Según el censo de 2010, había 612 personas residiendo en Bayou Goula. La densidad de población era de 81,57 hab./km². De los 612 habitantes, Bayou Goula estaba compuesto por el 6.54% blancos, el 93.46% eran afroamericanos, el 0% eran amerindios, el 0% eran asiáticos, el 0% eran isleños del Pacífico, el 0% eran de otras razas y el 0% pertenecían a dos o más razas. Del total de la población el 0% eran hispanos o latinos de cualquier raza.